# Sylvain Cadieux
Sylvain Cadieux, född 25 september 1974, är en kanadensisk bågskytt. Han deltog vid olympiska sommarspelen 1992.